# آمادو کونته
آمادو کونته (انگلیسی: Amadou Konte؛ زادهٔ ۱۳ ژانویهٔ ۱۹۸۱) بازیکن فوتبال اهل مالی است.
از باشگاه‌هایی که در آن بازی کرده‌است می‌توان به باشگاه فوتبال اسپتزیا، باشگاه فوتبال کمبریج یونایتد، باشگاه فوتبال مسینا، باشگاه فوتبال هیبرنین، و پرسپام مدورا یونایتد اشاره کرد.